# Antônio João (1867)
El vapor Antônio João fue un navío de la Armada del Imperio del Brasil que sirvió en la Guerra de la Triple Alianza. 

## Historia
Primer embarcación de la marina brasileña en llevar ese nombre en homenaje al teniente de caballería Antônio João Ribeiro, fue adquirido en 1867 a la Companhia Fluvial do Mato Grosso por el doctor Couto de Magalhães.
El Antônio João era un buque impulsado por una máquina de vapor con una potencia de 30 HP que impulsaba ruedas laterales. 
Su eslora era de 26.25 m, tenía manga de 5 m, puntal de 1.72 m y un calado de 0.87 m. 
Montaba 3 cañones de 37 mm y 2 ametralladoras de 25 mm. 
El 11 de julio de 1867 tuvo destacada participación en el combate naval de Alegre, puesto que aun cuando los paraguayos se anotaron un triunfo, la tripulación del Antônio João recapturó la cañonera a vapor Jauru que terminó muy averiada, motivo por el cual debió ser hundida.
El 3 de marzo de 1869 arribó a Asunción del Paraguay conduciendo a las autoridades militares de Mato Grosso a un encuentro con los comandantes del Ejército y la Armada imperial.